# Chahar bagh

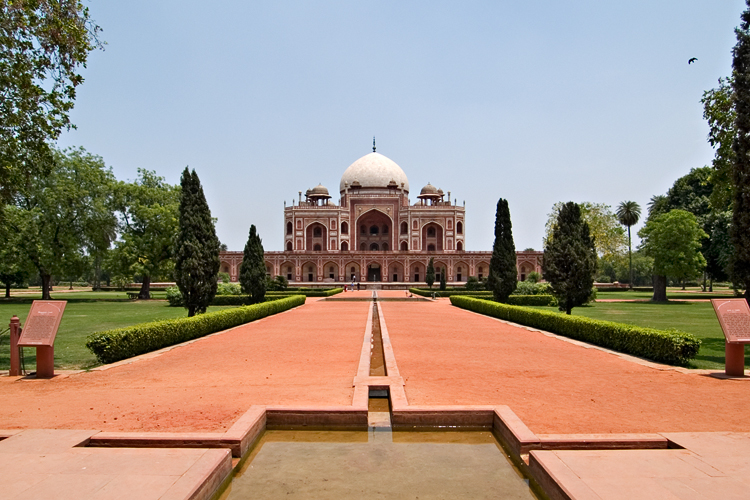
Los cuatro cursos de agua como ejes centrales que definen la disposición del cuadrilátero del jardín en chahar bagh de la tumba de Humayun, en Delhi, 1572

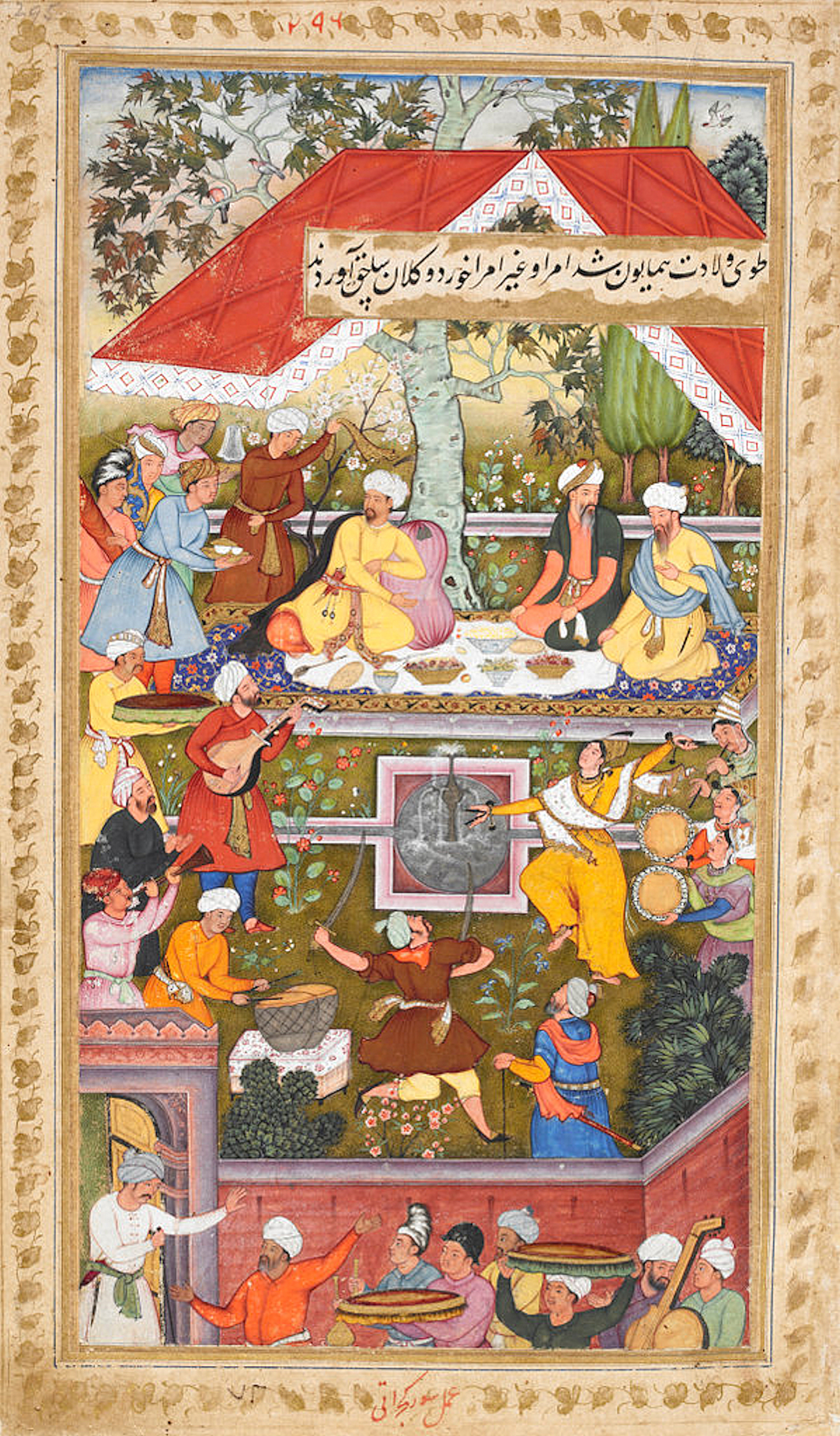
Babur celebra el nacimiento de Humayun en el Chaharbagh de Kabul.

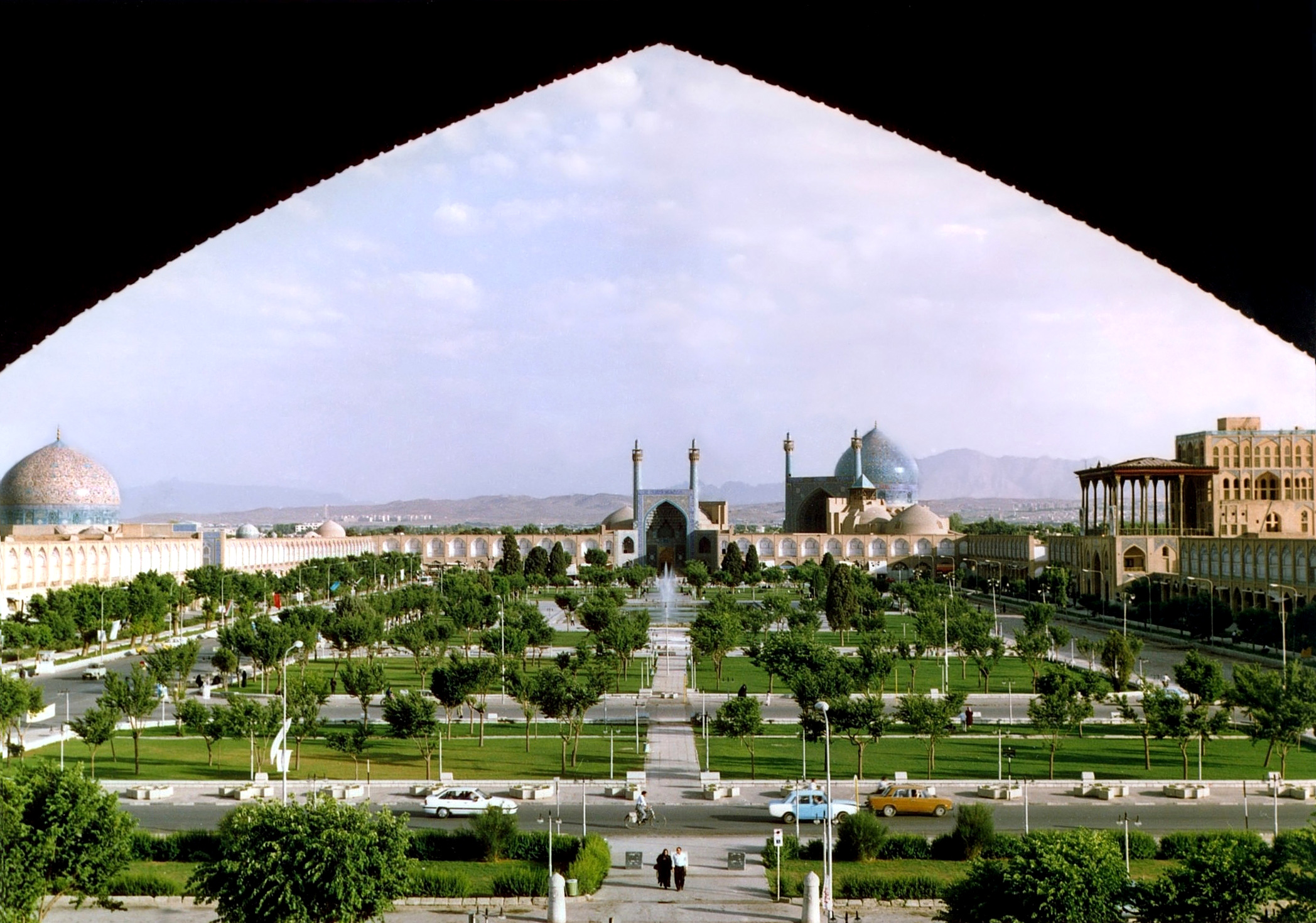
Plaza de Naqsh-e Yahán, la plaza real (maidan) en chahar baghen Isfahán, construida entre 1598 y 1629

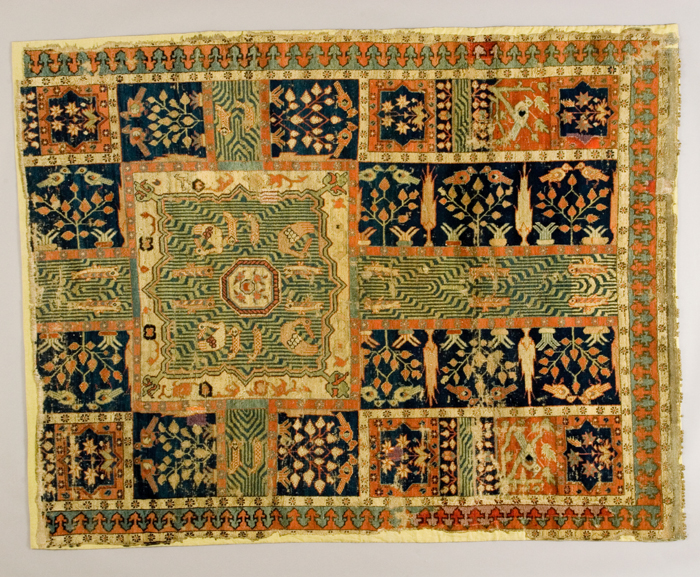
Alfombra-jardin incompleta que representa un chahar bagh, siglo XVII

Chahar bagh  o charbagh (en persa: چهارباغ‎, chahār bāgh, 'cuatro jardines'; de chāhār, 'cuatro' y bāgh, 'jardín') es una expresión persa que se utiliza sin traducir para identificar un estilo de jardín persa. El jardín, cuadrilátero, sigue un esquema de planta en cruz y se divide en cuatro partes mediante dos ejes que se cortan perpendicularmente, ejes plasmados mediante senderos, caminos o canales de agua. La cruz puede ser latina (un brazo más largo que los otros) o griega (cuatro brazos iguales) (excepcionalmente, hay cruces de San Andrés). El punto de intersección suele destacarse con una fuente o pozo.
El Chahrbagh-e Abbasi (o avenida o bulevar Charbagh) en  Isfahán, Irán, construido por Shah Abbas el Grande en 1596, y el jardín del Taj Mahal, en la India, son los ejemplos más famosos de este estilo. En el chahar bagh del Taj Mahal, cada una de las cuatro partes tiene dieciséis lechos de flores. 

## Historia
Una de las características de los jardines persas es el jardín de cuatro partes distribuido con vías axiales que se cruzan en el centro del jardín. Este esquema geométrico muy estructurado, llamado chahar bagh, se convirtió en una poderosa metáfora para la organización y domesticación del paisaje, en sí mismo un símbolo del territorio político.
One of the hallmarks of Persian gardens is the four-part garden laid out with axial paths that intersect at the garden's centre. This highly structured geometrical scheme, called the chahar bagh, became a powerful metaphor for the organization and domestication of the landscape, itself a symbol of political territory.

El chahar bagh  tiene su origen en la época de la Persia aqueménida. Historiadores griegos, como Heródoto y Jenofonte, dejaron extensas descripciones de Pasargadae, la ciudad palatina de Ciro el Grande, y de «los cuatro jardines». Luego pasó al mundo helenístico (alrededor del siglo IV a. C..), después al mundo romano (en el siglo I a. C.). En la Edad Media, los eclesiásticos cristianos entusiastas de los autores antiguos (Dioscórides, Plinio el Viejo...), retoman los elementos del jardín romano (y por tanto del jardín persa), en especial la estructura del chahar bagh  que simboliza para ellos la cruz de Cristo. En el mundo musulmán aparece una forma particular de chahar bagh: en realidad un conjunto de dos chahar bagh, lado a lado, es decir ocho partes que representan a las ocho puertas del paraíso, todo ello dividido por cuatro canales, que representa los cuatro ríos del paraíso.
En el Renacimiento, los jardines antiguos se ponen de nuevo de moda, encontrandola planta en cruz típica en los jardines a la italiana y los jardines a la francesa.
En la India, el concepto del chahar bagh en los mausoleos imperiales se ve por primera vez a una escala monumental en la Tumba de Humayun en Delhi. El padre de Humayan, Babur, fue el conquistador de Asia central que tuvo éxito en sentar las bases de la dinastía mogol en el subcontinente indio, convirtiéndose en el primer emperador mogol. La tradición del jardín del paraíso se afianzó entre los mogoles, llegados de Persia, y ya se encuentra en la tumba del propio Babur, Bagh-e Babur, en Kabul.
Esta tradición dio origen al diseño de los jardines mogoles y se muestra en su forma más acabada en el Taj Mahal —construido por el emperador Shah Jahan, nieto de Babur, como tumba para su esposa favorita india Mumtaz Mahal, en Agra. Aquí, a diferencia de lo que ocurre en la mayoría de esas tumbas, el mausoleo no está en el centro del jardín, sino en su extremo norte. El jardín cuenta con cipreses italianos (Cupressus sempervirens)  que simbolizan la muerte. Los árboles frutales en el jardín simbolizan la vida. El jardín atrae a muchas aves, que se consideran una de las características del jardín.

### Jardines contemporáneos
Un  jardín contemporáneo de estilo chahar bagh se encuentra en la parte superior del techo del  Ismaili Centre en South Kensington, Londres.  La Delegación de la Ismaili Imamat, situada en Sussex Drive  en la capital canadiense deOttawa, Ontario también tiene un jardín charbagh en un entorno único y moderno.